# Enric I de Babenberg
Enric I d'Àustria (? - 23 de juny de 1018), també conegut com a Enric el Fort (Heinrich der Starke), fou el segon marcgravi de la Marca Oriental de Baviera coneguda com a Àustria, des de 994 fins a la seva mort.
Enric era fill del primer marcgravi Leopold I de Babenberg. Sota el seu govern el país és anomenat per prime cop en un document com Ostarrîchi (996) referint-se a les seves possessions, i del que deriva l'actual nom d'Àustria en alemany (Österreich). Va residir a Melk i l'emperador li va ampliar el territori cap a la zona entre els rius Kamp i Morava i al Wienerwald (Bosc de Viena).
El va succeir el seu germà petit Adalbert de Babenberg.